# Sporisorium enteromorphum
Sporisorium enteromorphum är en svampart som först beskrevs av Daniel McAlpine, och fick sitt nu gällande namn av Vánky 1994. Sporisorium enteromorphum ingår i släktet Sporisorium och familjen Ustilaginaceae.   Inga underarter finns listade i Catalogue of Life.